# Lista de redes universitárias
Esta é uma lista de redes de universidades, representando as cooperações formalizadas entre as instituições de educação superior a nível mundial.

## Redes Globais
- Rede Matariki de Universidades (Matariki Network of Universities) [1]
- Universitas 21 (Universitas 21) [2]
- Congresso Mundial de Universidades (World Universities Congress)
- Rede Mundial de Universidades (Worldwide Universities Network) [3]
- CEMS - Aliança Global em Educação da Gestão (CEMS - The Global Alliance in Management Education) [4]

## Redes Regionais e Comunitárias

### Europa
- Associação das Universidades Europeias (European University Association) [5]
- Consórcio Europeu de Universidades Inovadoras (European Consortium of Innovative Universities, ECIU) [6]
- Conferência das Escolas Europeias de Educação e Pesquisa em Engenharia Avançada (Conference of European Schools for Advanced Engineering Education and Research) [7]
- Consórcio Ligando Universidades de Ciência e Tecnologia para Educação e Pesquisa (Consortium Linking Universities of Science and Technology for Education and Research) [8]
- Grupo Coimbra (Coimbra Group) [9]
- Grupo Compostela de Universidades (Compostela Group of Universities) [10]
- Associação de Universidades Europeias intensivas de Pesquisa Intensiva (Guild of European Research-Intensive Universities) [11]
- Associação Europeia de Instituições de Educação Superior (European Association of Institutions in Higher Education) [12]
- Rede Europeia de Formação e Pesquisa em Engenharia Elétrica (European Electrical Engineering Training and Research Network)
- Confederação Europeia das Universidades do Alto Reno (European Confederation of Upper-Rhine Universities) [13]
- Europaeum [14]
- Liga IDEA (IDEA League) [15]
- Rede Internacional de Universidades de Pesquisa (International Research Universities Network) [16]
- Liga Europeia de Universidades de Pesquisa (League of European Research Universities) [17]
- Os melhores gestores internacionais de Engenharia (Top International Managers in Engineering) [18]
- Programa Tripartite (Tripartite Programme)
- Rede de Universidades das Capitais da Europa (Network of Universities from the Capitals of Europe) [19]
- Rede Universitária das Capitais Europeias da Cultura (University Network of the European Capitals of Culture) [20]
- Rede de Utrecht (Utrecht Network) [21]
- Rede Universitária Vives (Vives University Network)
- Euroliga de Ciências da Vida (Euroleague for Life Sciences) [22]
- Rede EUROSCI (EUROSCI Network) [23]
- Rede de Jovens Universidades Europeias de Pesquisa (Young European Research University Network) [24]
- Rede de Universidades dos Balcãs (Balkan Universities Network) [25]
- Rede de Universidades do Mar Negro (Black Sea Universities Network) [26]

### África
- Rede de Universidades de Ciência e Tecnologia dos Países da África ao sul do Saara (Network of Universities of Science and Technology of the Countries of Africa south of the Sahara)
- Rede Interuniversitária dos Grandes Lagos (Great Lakes Inter-University Network)
- Rede de Excelência na Educação Superior na África Ocidental (Network for Excellence in Higher Education in West Africa)

### Ásia
- Rede Universitária ASEAN (ASEAN University Network) [27]

### Mediterrâneo
- União das Universidades do Mediterrâneo (Mediterranean Universities Union) [28]

### Pacífico
- Rede de Pesquisa de Universidades das Ilhas do Pacífico (Pacific Islands Universities Research Network) [29]
- Associação das Universidades da Orla do Pacífico (Association of Pacific Rim Universities) [30]

### Atlântico
- Currículos multiculturais inovadores para jovens engenheiros e cientistas da UE e dos EUA (Innovative Multicultural Curricula for the Young EC and US Engineers and Scientists)

### Francofonia
- Agência Universitária da Francofonia (Agence universitaire de la Francophonie) [31]
- Rede de Excelência em Ciências da Engenharia da Francofonia (Réseau d'excellence des sciences de l'ingénieur de la francophonie) [32]

### Lusofonia
- Associação das Universidades de Língua Portuguesa [33]

### Commonwealth
- Associação de Universidades da Commonwealth (Association of Commonwealth Universities) [34]